# Stadion Dinamo w Bukareszcie
Stadion Dinamo (rum. Stadionul Dinamo) – jest macierzystym stadionem klubu FC Dinamo Bukareszt. Inauguracja obiektu odbyła się 14 października 1951 roku. Pojemność stadionu wynosi 15 300 miejsc. Obiekt posiada także oświetlenie o natężeniu 1400 lx.